# 大环路

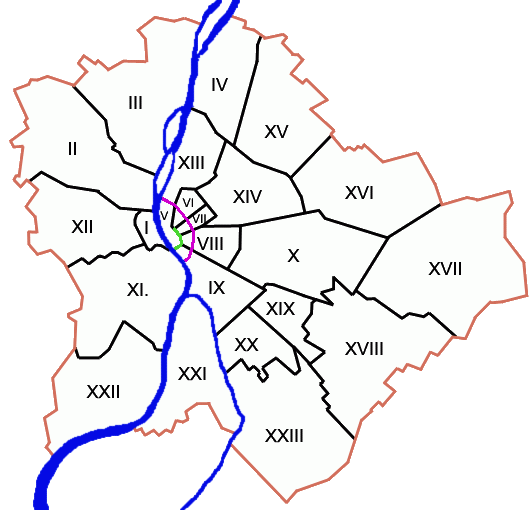
布达佩斯的大小环路

大环路（Nagykörút）是匈牙利首都布达佩斯最中心和最繁忙地区的主要干道，修建于1896年匈牙利千年庆典之际。它形成了一个半圆形，连接多瑙河上的两座大桥：北端的玛格丽特桥和南端的裴多菲桥。通常，大环路以内和沿线地区算作布达佩斯的市中心。

## 位置
大环路宽35-40米，长约4.5公里（不包括桥梁和布达一侧），中间设有轨电车轨道。它穿过几个主要广场，如西火车站广场（Nyugati tér）、八角广场（Oktogon）和布拉哈公主广场（Blaha Lujza tér），为本地居民的坐标参照系。与它交汇的四条主要道路是瓦茨大街（Váci út，北部）、安德拉什大街（东北，世界遗产）、拉科奇大街（Rákóczi út，东部）和Üllői út（东南）。

## 名胜
在大环路上，从北到南有喜剧剧场（Vígszínház, 1896）、西火车站（Nyugati pályaudvar, 1877）、纽约咖啡馆（1894年）、新艺术运动风格的应用艺术博物馆（1896年）。现代的地标有Skála Metró购物中心（1984）和WestEnd城市中心（1999）。除此以外，大环路两侧还有大大小小的商店，上面大多是世纪之交的住宅楼。